# Fred Raupach
Fred Raupach (* 23. Februar 1908 in Hirschberg, Schlesien (heute Polen); † 28. Juli 1942 in der Sowjetunion) war ein deutscher Theaterschauspieler.

## Leben
Nach einer Maurerlehre und einem Landwirtschaftsstudium arbeitete Raupach als Weber. In Berlin übte er unterschiedliche Berufe aus. Nachdem er bei dem Görlitzer Theater angestellt war, kam er 1934 an das Stadttheater Halle. Raupach wurde 1935 durch Zufall als Kara Ben Nemsi für den Film Durch die Wüste engagiert. Doch der Erfolg blieb aus. Im Zweiten Weltkrieg fiel er 1942 in der Sowjetunion.

## Filmografie
- 1936: Durch die Wüste